# Olav Nilsen
Pour les articles homonymes, voir Nilsen.
Olav Nilsen, né le 24 janvier 1942 à Stavanger et mort le 11 octobre 2021, est un footballeur norvégien.

## Carrière
Il est attaquant au début de sa carrière, milieu de terrain par la suite. Il inscrit 19 buts en 62 matches avec l'équipe de Norvège entre 1962 et 1971.
Il reçoit sa première sélection en équipe de Norvège le 21 juin 1962, contre la Suède, dans le cadre des éliminatoires de l'Euro 1964. Il joue son dernier match avec la Norvège le 8 août 1971, une nouvelle fois contre la Suède, dans le cadre du championnat nordique.
Le 3 juillet 1962, il inscrit un triplé à Trondheim, lors d'un match amical contre Malte (victoire 5-0). Par la suite, le 9 juillet 1962, il inscrit un doublé contre l'Islande à Reykjavik (victoire 1-3). Il inscrit un nouveau doublé le 1er juin 1967 contre la Finlande à Helsinki, dans le cadre du championnat nordique (victoire 0-2).
À sept reprises, il est capitaine de la sélection norvégienne, en 1967, 1968 et 1969.
En club, Nilsen joue avec le Viking FK, équipe dont il est capitaine au début des années 1970. Le club remporte le championnat de Norvège en 1972, 1973 et 1974.
Avec le Viking FK, Olav Nilsen dispute 241 matchs en championnat, inscrivant 63 buts. Il inscrit six buts en 1965 puis à nouveau six buts en 1966, ce qui constitue ses meilleures performances.
Il joue également avec le Viking Stavanger quatre matchs en Coupe d'Europe des clubs champions, et quatre matchs en Coupe de l'UEFA. En Coupe d'Europe des clubs champions, il inscrit un but contre le club arménien d'Ararat Erevan en octobre 1974.